# Pedicularis furbishiae
Pedicularis furbishiae är en snyltrotsväxtart som beskrevs av S. Wats.. Pedicularis furbishiae ingår i släktet spiror, och familjen snyltrotsväxter. Inga underarter finns listade i Catalogue of Life.